# Bosco Atro
Il Bosco Atro (chiamato Boscotetro nell'edizione Bompiani de Il Silmarillion e de Lo Hobbit; Boscuro nella nuova traduzione italiana de Il Signore degli Anelli; Mirkwood in originale) è un bosco di Arda, l'universo immaginario creato dallo scrittore inglese J. R. R. Tolkien. Dimora degli Elfi Silvani posta sotto il dominio di re Thranduil, padre di Legolas, è situata a est delle montagne Nebbiose, e veniva anticamente detta Eryn Galen, cioè "Boscoverde il Grande".

## Etimologia
Il termine Bosco Atro è la traduzione italiana di Mirkwood, termine già utilizzato prima di Tolkien da William Morris nel racconto The House of the Wolflings del 1888, e lo stesso Tolkien ne ammette una provenienza precedente alla sua idea di Arda, in La realtà in trasparenza lo fa risalire a vecchie leggende e tradizioni legate al luogo di confine tra i Goti e gli Unni.
Il termine è infatti derivato dalla foresta Myrkviðr della mitologia norrena. Trasposto in antico inglese, il termine appare Myrcwudu, molto simile a Mirkwood; esso appare in The Lost Road and Other Writings di Tolkien, in un poema cantato, Aelfwine:
(King Sheave, The Lost Road and Other Writings)

## Storia
Il Bosco Atro durante la Terza Era rappresentava la più estesa foresta della Terra di Mezzo, partendo sin dalla riva orientale dell'Anduin. Nell'XI secolo della Terza Era, l'influenza di Dol Guldur scese sulla foresta che si incupì e prese il nome appunto di Bosco Atro. Questa estensione fu infestata da orchi, lupi mannari ed altre malvagie creature che progressivamente fecero cadere in disuso l'Antica Via Silvana, che lo attraversava da ovest ed est. In tal senso si narra che la Compagnia di Thorin Scudodiquercia riuscì ad attraversarlo nel 2941 T.E. solo a prezzo di grandi pericoli, e già allora all'interno erano rimasti solo gli Elfi Silvani di Thranduil e pochi boscaioli.
Nel Silmarillion, le alture del Dorthonion alla fine caddero sotto l'incantesimo di Morgoth e vennero ribattezzate Taur-nu-Fuin "Foresta sotto l'Ombra Notturna" in Sindarin, che Tolkien in inglese traduce come Mirkwood (Bosco Atro, appunto). Insieme al resto del Beleriand, questa foresta scomparve dopo il cataclisma della Guerra d'Ira anche se una parte delle cime dei suoi monti potrebbe ancora esistere nella forma di un'isola al largo delle coste del Lindon.
Nel Signore degli Anelli e altri racconti correlati, Bosco Atro è usato come una traduzione della parola adûnaica per indicare la grande foresta delle Terre Selvagge.

### Il Reame Boscoso del Bosco Atro
Il regno a nord della foresta, chiamato anche Reame Boscoso, fu fondato nella Seconda Era da Thranduil e dal padre Oropher e fu il regno elfico più duraturo essendo ancora probabilmente popolato da Elfi Silvani (Sindar e Nandor) nella Quarta Era, almeno fino al regno di Elessar a Gondor.
Nel bosco si trova la residenza, appunto, di un regno di Elfi Silvani e Avari guidato da una casata di Elfi Sindarin, dapprima il Re Oropher e successivamente suo figlio Thranduil, padre di Legolas Fino all'anno 1100 della Terza Era la foresta veniva chiamata BoscoVerde il Grande, ma poi l'ombra dell'Oscuro Signore Sauron cadde su di essa e gli uomini cominciarono a chiamarla Taur-nu-Fuin e Taur-en-Daedelos, in lingua Sindarin, rifacendosi alle terre del Beleriand. Sauron si rinchiuse nella fortezza di Dol Guldur sull'Amon Lanc, cacciando Thranduil e la sua gente sempre più al nord, cosicché alla fine della Terza Era erano diventati un piccolo popolo sospettoso che aveva finito per scomparire alla conoscenza dei più. La Vecchia Via dei Nani tagliava la foresta da est ad ovest ma, a causa della vicinanza a Dol Guldur, veniva usata molto raramente. Gli Elfi crearono un sentiero molto più a nord per evitare la zona influenzata da Sauron.
Ne Lo Hobbit, Bilbo Baggins, insieme a Thorin Scudodiquercia e alla sua Compagnia di Nani, si inoltrò nel Bosco Atro cercando di raggiungere Erebor per strapparla dagli artigli di Smaug. Lì incapparono in vari ragni giganti della stirpe di Shelob, tutti discendenti di Ungoliant. Poco dopo furono catturati dagli Elfi. Durante questi eventi, il Bianco Consiglio attaccò Dol Guldur costringendo Sauron a rifugiarsi a Mordor. Grazie a ciò, la sua influenza nel Bosco Atro diminuì sensibilmente.
Anni dopo, Aragorn riuscì a catturare Gollum e lo portò alla corte di Thranduil come prigioniero. Gollum fuggì durante un'incursione degli Orchi e si rifugiò a Moria.
Nel corso della guerra dell'Anello, l'esercito di Lórien attraversò l'Anduin e prese Dol Guldur, distruggendola. Thranduil ed i suoi elfi, che avevano partecipato alla resistenza contro Mordor, si ritrovarono con Celeborn al centro della foresta nel giorno del Capodanno elfico e mutarono il nome di Bosco Atro in Eryn Lasgalen (ovvero "Bosco di Foglieverdi") come riportato nel Signore degli Anelli. Successivamente la parte settentrionale entrò a far parte del regno di Thranduil, mentre quella meridionale, che assunse il nome di Lórien Orientale, fu affidata a Celeborn, mentre il centro del bosco fu donato ai Beorniani ed agli Woses. Per un secolo circa, Legolas condusse invece alcuni Elfi di Bosco Atro in Ithilien.
Dopo la definitiva sconfitta di Sauron, avvenuta alla fine della Terza Era, l'oscurità lasciò Bosco Atro.